# Classification TNM
La classification TNM est un système international, proposé par le chirurgien français Pierre Denoix de l'Institut Gustave-Roussy entre 1943 et 1952, de classement des cancers selon leur extension anatomique. Plusieurs révisions ont été publiées, la dernière étant la huitième édition en 2017.
Les trois lettres symbolisent la propagation de la maladie cancéreuse sur le site de la tumeur primitive (T), dans les ganglions lymphatiques voisins (N pour node en anglais) et à distance pour d’éventuelles métastases (M). Chaque lettre est affectée d’un coefficient. Dans son principe, cette classification considère seulement les données cliniques et ne s’applique qu’à des cancers qui n’ont pas encore été traités. Mais des variantes ont été proposées pour tenir compte d’examens complémentaires simples ou même des résultats d’une exploration chirurgicale, comme pour s’en servir au moment d’une rechute ou en phase terminale afin de guider les soins palliatifs
.
La lettre « T » symbolise la tumeur initiale. Elle est cotée de T0 (quand la lésion primitive n’est pas localisée) à T4 pour les tumeurs les plus étendues. Cette cotation dépend du volume tumoral, représenté par le diamètre maximum de la lésion, et de la fixation aux organes voisins (peau, vaisseaux, nerfs, os, etc.).
La lettre « N », de N0 à N3, dépend du territoire ganglionnaire, plus ou moins proche de la tumeur, des dimensions des adénopathies, de leur nombre et de leur éventuelle fixation aux tissus voisins. Le pathologiste pourra noter Nx dans le cas ou il ne reçoit pas de ganglions ou trop peu pour se prononcer sur le pronostic. Attention, la résection des ganglions pour analyse n'est pas curative, mais uniquement diagnostique.
La lettre « M » est cotée M0 en l’absence de métastases connues ou M1 en leur présence, quel que soit leur siège, unique ou multiple. De même qu'avec le "N", le pathologiste rendra Mx si aucune information concernant d'éventuelles métastases ne lui sont transmises par le clinicien.
Cette classification a été conçue pour donner aux cancérologues de tous les pays un langage commun qui facilite les échanges d’information entre médecins et chercheurs. Elle est périodiquement discutée et mise à jour par des spécialistes dans le cadre de l’UICC qui se charge de la diffuser dans le monde sous forme d’un manuel explicatif. Elle contribue à codifier les indications de traitement. Selon les localisations tumorales la combinaison des trois repères TNM permet d’établir un stade (de I à IV) plus synthétique. Il existe d’autres systèmes de classification, proposés par un institut ou à l’échelon d’un pays et de ses spécialistes, pour améliorer ou simplifier la caractérisation d’un cancer et le choix de traitement qui en découle.
Ce système de classification topographique était prépondérant quand les traitements importants des cancers, la chirurgie et la radiothérapie, n’avaient que des effets localisés. Son importance diminue avec les traitements généraux (chimiothérapie, hormonothérapie, biothérapie) et surtout avec de nouveaux caractères biologiques (degré de malignité, récepteurs hormonaux, modifications des chromosomes ou d’oncogènes, signature génétique, etc.) qui prennent une place croissante pour déterminer le pronostic et le traitement.

## Exemple de classification TNM
Voici un exemple de la classification du cancer du rein est détaillée comme suit selon la nomenclature TNM.
- T (tumeur)
  - « Tx » : non déterminée non évaluable
  - « T0 » : pas de tumeur primitive
  - « T1 » : limitée au rein et 7 cm envahissement de la sous-muqueuse
    - « T1a » : < 4 cm
    - « T1b » : > 4 et < 7 cm

  - « T2 » : limitée au rein et > 7 cm
  - « T3 »
    - « T3a » : envahissement de la graisse péri-rénale et/ou de la surrénale
    - « T3b » : envahissement de la veine rénale et/ou de la veine cave inférieure sous-diaphragmatique
    - « T3c » : envahissement de la veine cave inférieure sus-diaphragmatique

  - « T4 » : franchissement du fascia de Gerota
- N (adénopathies régionales)
  - « Nx » : non déterminé
  - « N0 » : pas de métastase ganglionnaire
  - « N1 » : métastase au niveau d'un ganglion unique
  - « N2 » : métastases au niveau de plusieurs ganglions
- M (métastases à distance)
  - « Mx » : non déterminé
  - « M0 » : pas de métastase
  - « M1 » : métastase(s) à distance

## Préfixes
Afin de préciser par quel moyen la classification a été réalisée, un préfixe complète le stade TNM :
- c : stade déterminé par l'examen clinique, Le préfixe c est implicite en l'absence d'un autre préfixe.
- p : stade déterminé par l'examen anatomo-pathologique
- u : stade déterminé après échographie (ultrasounds en anglais)
- y : stade réévalué après un traitement néo-adjuvant (chimiothérapie ou radiothérapie)